# 劉仲威
劉仲威（?—?），南朝梁官员，祖籍南阳郡涅阳县（今河南省邓州市东北），西晋鎮東将軍劉喬九世孫，劉虯之孙，南朝齐荊州治中从事史劉之遴的儿子。
刘仲威年轻时有志气，涉猎文史，梁元帝承圣年间，任中书侍郎。南朝陈永定二年（558年），王琳擁立永嘉王萧庄为梁帝，又授劉仲威为御史中丞。天嘉元年（560年），王琳在芜湖被侯瑱所敗，劉仲威随萧庄亡命北齐，在北齐担任中散大夫。武平三年（572年），汇集文学士设立文林館，劉仲威入館選書。卒于邺城（今河北临漳西南）。著有《梁承圣中兴略》十卷。

## 延伸阅读
[在维基数据编辑]
 《陳書/卷18》，出自姚思廉《陳書》